# Hannes Zehentner
Hannes Zehentner (* 6. Juli 1965 in Rosenheim) ist ein ehemaliger deutscher Skirennläufer.
In der Saison 1990/91 erzielte er in der Abfahrt von Garmisch-Partenkirchen einen 2. Platz. Außerdem wurde er 1991 Deutscher Abfahrtsmeister. 1987 und 1991 sicherte er sich zudem den Vizemeister-Titel in der Abfahrt bzw. im Super-G. Auch zwei Bronzemedaillen in den Super-G-Rennen zur Deutschen Meisterschaft 1987 und 1991 konnte er seiner Erfolgsstatistik hinzufügen. Nach Abschluss des Super-G-Rennens bei den Internationalen Deutschen Meisterschaften im Februar 1993 in Garmisch-Partenkirchen, bei dem er einen 9. Platz belegte, gab  der Aising-Panger Zehentner das Ende seiner sportlichen Laufbahn bekannt. Als Begründung führte er die zunehmenden körperlichen Abnutzungserscheinungen an.

## Erfolge
- 1987:

Deutsche Meisterschaften 2. Platz – Abfahrt
Deutsche Meisterschaften 3. Platz – Super G
- 1989:

Deutsche Meisterschaften 3. Platz – Super G
- 1991:

Deutsche Meisterschaften 1. Platz – Abfahrt
Deutsche Meisterschaften 2. Platz – Super G